# Sacha Baron Cohen
Sacha Noam Baron Cohen (Londra, 13 ottobre 1971) è un attore, comico, sceneggiatore e produttore cinematografico britannico.
È noto per i suoi personaggi cinematografici di grande successo: Ali G, un aspirante gangsta-rapper inglese; Borat, un giornalista kazako; Brüno, un giornalista di moda austriaco gay; e Hafez Aladeen, un dittatore arabo. Tutti questi personaggi appaiono nel Da Ali G Show, uno spettacolo spesso improvvisato in cui Baron Cohen intervista persone ignare che lo credono un vero giornalista.
Ha vinto due Golden Globe come miglior attore protagonista in un film commedia o musicale per Borat - Studio culturale sull'America a beneficio della gloriosa nazione del Kazakistan e per Borat - Seguito di film cinema ed è stato candidato al Premio Oscar per la migliore sceneggiatura non originale per il primo dei due film nel 2007 e per il secondo nel 2021, stesso anno in cui ottiene la candidatura a miglior attore non protagonista per la sua interpretazione in Il processo ai Chicago 7.

## Biografia
Nato in una famiglia di ebrei ortodossi, Sacha è figlio di Gerald Baron Cohen e Daniella Weiser; il padre, gallese, è discendente di ebrei lituani, mentre la madre è una fotografa israeliana. Ha due fratelli, Erran (compositore delle musiche di alcuni suoi film) e Ammon. Sacha parla infatti ebraico come seconda lingua, e spesso si è servito di questa per quasi tutti i dialoghi non in inglese dei suoi film.
Il "Baron" presente nel nome dell'attore non è un titolo nobiliare ma la prima parte del suo cognome, nato come una inglesizzazione di Baruch. È inoltre cugino del regista, sceneggiatore e produttore Ash e di Simon Baron-Cohen, psicopatologo di fama mondiale.
Ha studiato storia presso l’università di Cambridge, approfondendo in particolare il tema dell'antisemitismo e diplomandosi nel 1993. Legato all’università ha anche recitato presso il Cambridge University Amateur Dramatic Club, interpretando ruoli in opere quali il Cyrano de Bergerac e Fiddler on the Roof.

## Vita privata
Di fede ebraica, Cohen si è fidanzato nel 2004 con l'attrice Isla Fisher che ha sposato il 15 marzo 2010 a Parigi. La coppia ha tre figli, Olive (nata nel 2007), Elula (nata nel 2010) e Moses Brian (nato nel 2015). Annunciano la separazione nell'aprile 2024.

## Personaggi
Ali G

Baron Cohen divenne famoso quando il suo personaggio iniziò ad apparire in uno spettacolo del canale televisivo inglese Channel 4. Nel 2000 iniziarono le trasmissioni del Da Ali G Show e il personaggio apparve nel video della canzone di Madonna Music. Nel 2002 Ali G fu il protagonista di un film chiamato Ali G Indahouse.
Si tratta di un personaggio che stereotipizza il fenomeno rapper e gangster che esisteva ai margini delle grandi città, americane e inglesi in particolare. Come loro utilizza un linguaggio scorretto grammaticalmente e pieno di frasi fatte che diventano prive di senso decontestualizzate dall'ambiente di strada in cui sono nate. Indossa vestiti che ricalcano la moda rap di quegli anni, adattandoli in maniera comica agli intervistati e alla professione che essi svolgono.
Ali G intervista gente ignara della natura comica della situazione, che prende per vero il finto rapper. Tende a partire con domande banali che fanno abbassare l'attenzione all'intervistato, per poi incalzarlo in dialoghi di natura estremamente stupida che disorientano la vittima la quale risponderà confusa e ciò innescherà un circolo vizioso di situazioni comiche e assurde, soprattutto grazie alla capacità di improvvisazione di Sacha Baron Cohen.
Le interviste con personaggi famosi, politici su tutti, divennero molto note e toccarono moltissimi temi: imparità di genere, etica medica, religioni a confronto, manovre di alta finanza e storia. In un'intervista con David Letterman, Sacha Baron Cohen spiegò la sua tecnica: si presentava alle interviste vestito da Ali G con in mano l'attrezzatura, insieme ad un altro attore inglese molto fine ed attraente. In questo modo gli intervistati erano indotti a credere che l'altro attore fosse l'intervistatore, e Ali G un semplice tecnico. L'intervista invece veniva condotta dallo stesso Ali G, che si rivelava un perfetto idiota e faceva domande assurdamente idiote ai personaggi più noti e capaci del mondo.
Tra le personalità intervistate da Ali G figurano:
- l'astronauta Buzz Aldrin
- l'attivista politico e avvocato Ralph Nader
- lo scrittore Gore Vidal
- Il Presidente degli Stati Uniti, imprenditore e miliardario Donald Trump
- l'ex direttore della sanità pubblica statunitense Charles Everett Koop
- il giocatore di pallacanestro Shaquille O'Neal
- l'ex Segretario di Stato degli Stati Uniti d'America James Baker
- l'uomo d'affari e miliardario Mohamed Al-Fayed
- l'ex portavoce della Camera dei Rappresentanti degli Stati Uniti d'America Newt Gingrich
- il professor Noam Chomsky
- il calciatore David Beckham e la moglie Victoria
- l'ex Segretario generale delle Nazioni Unite Boutros Boutros-Ghali (al quale Ali G si riferisce come "Boutros Boutros Boutros Boutros-Ghali")
- l'ex politico conservatore inglese Neil Hamilton
- il giornalista Andy Rooney
- il politico laburista inglese Tony Benn

Le interviste di Ali G dovettero finire poiché, con la fama successiva alla trasmissione televisiva Da Ali G Show, non era più possibile trovare vittime inconsapevoli per le gag. Politici e personaggi istituzionali ormai conoscevano tutti il finto rapper e venendo meno la struttura portante delle interviste, ovvero l'incoscienza dell'intervistato che si trattasse di uno scherzo, il programma perse il suo senso.
Borat

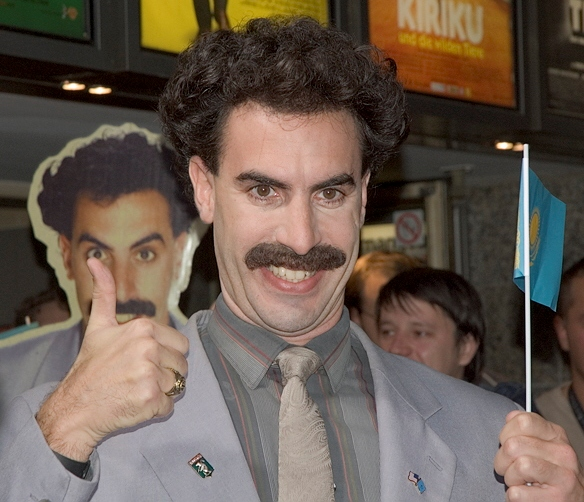
Borat, uno dei personaggi dell'attore

Il secondo personaggio creato da Baron Cohen è Borat, un giornalista televisivo kazako sessista, infantile e antisemita, anche lui ideato per il Da Ali G Show. Il personaggio è inoltre protagonista del film Borat - Studio culturale sull'America a beneficio della gloriosa nazione del Kazakistan e del seguito Borat - Seguito di film cinema, uscito a ottobre 2020.
Attraverso l'ingenuità del personaggio Cohen mette a nudo i luoghi comuni, le ipocrisie e le convinzioni dei malcapitati che si prestano alle sue gag. Tipicamente Borat si approccia al mondo occidentale (in particolare l'Inghilterra e gli USA) con le proprie convinzioni e pregiudizi stereotipati di uomo ignorante dell'Asia centrale, che crede nella stregoneria e nella disparità di genere, portando a situazioni comiche e grottesche con le persone con cui interagisce, le quali non hanno idea che si tratti di uno scherzo. Attraverso Borat viene dimostrato come le persone tendono a respingere le idee che non condividono, marcando il fatto di essere nel giusto in quanti cittadini occidentali, ma si svela invece che esattamente come Borat anche esse vivono di pregiudizi e luoghi comuni, non meno sbagliati di quelli del giornalista kazako.
Brüno

Bruno (a volte scritto Brüno) è un giornalista austriaco omosessuale, apparso per la prima volta in piccoli sketch realizzati per il canale televisivo The Paramount Comedy Channel nel 1998;
La comicità del personaggio si basa sul mettere in risalto la differenza tra come le persone interagiscono con un uomo prima e dopo l'essere venuti a conoscenza della sua omosessualità. Tipicamente alla rivelazione l'agire della vittima cambia e a volte questo può portare anche a istinti violenti: famosa è infatti scena in cui Brüno, dopo avere baciato appassionatamente un altro uomo (attore) su un ring di wrestling davanti a una folla di spettatori omofobi, viene riempito di insulti, spazzatura e gli viene addirittura tirata contro una sedia di metallo; per uscire indenne dallo stadio dovette usare un tunnel creato nel ring apposta per l'occasione delle riprese e che gli evitò il linciaggio da parte della folla inferocita.
Baron Cohen lo ha interpretato nuovamente nel suo Da Ali G Show, dandogli un proprio spazio chiamato Funkyzeit mit Brüno (Funkytime con Bruno in tedesco). Sull'onda del successo di Borat, la Universal Studios ha acquistato, per 43 milioni di dollari comprensivi del budget di realizzazione stimato in circa 20-25 milioni di dollari, i diritti per la realizzazione del film Brüno.
Il 26 settembre 2008 irrompe in passerella durante la sfilata di Ágatha Ruiz de la Prada a Milano vestito in modo eccentrico. Viene applaudito dal pubblico in sala ma immediatamente allontanato e arrestato dalle forze dell'ordine; sarà in breve tempo rilasciato. In realtà stava solo girando una scena del suo film Brüno. Sempre per il film, ad aprile 2009 si era presentato all'aeroporto di Wichita in abiti succinti provocando l'intervento degli agenti di sicurezza dell'aeroporto.
Generale Aladeen

Baron Cohen impersona l'ammiraglio generale Aladeen, dittatore di uno stato fittizio localizzato nella regione etiope dell’Africa chiamato Repubblica di Wadiya. Il film è una satira che trae ispirazione dal personaggio di Muammar Gheddafi, ancora in vita all'epoca delle riprese del film; temendo che la pellicola avrebbe potuto indispettire il dittatore libico e portare ad attacchi terroristici, venne dichiarato che il film si basava sul dittatore ormai deceduto Saddam Hussein.
Il personaggio non è privo di controversie, infatti Baron Cohen non fu invitato all'84th Academy Award per paura che potesse portare troppo scalpore con il suo comportamento e per il timore che potesse introdurre, sempre a scopo provocatorio, delle armi da fuoco. Tuttavia Baron Cohen si presentò, facendo il suo ingresso sul red carpet scendendo da una limousine vestito da Aladeen e con due donne guardie del corpo (riferimento alle vergini guardie del corpo di Gheddafi). Portò con sé anche un’urna contenente le finte ceneri del dittatore nord-coreano Kim Jong-il e le rovesciò addosso a Ryan Seacrest che lo stava intervistando in diretta. L'accaduto portò all’allontanamento dell'attore dal red carpet da parte delle autorità.
Il Generale Aladeen non figura nel famoso Da Ali G Show, poiché il personaggio fu inventato anni dopo la fine della serie.

## Filmografia

### Attore

#### Cinema
- Ali G (Ali G Indahouse), regia di Mark Mylod (2002)
- Borat - Studio culturale sull'America a beneficio della gloriosa nazione del Kazakistan (Borat: Cultural Learnings of America for Make Benefit Glorious Nation of Kazakhstan), regia di Larry Charles (2006)
- Ricky Bobby - La storia di un uomo che sapeva contare fino a uno (Talladega Nights: The Ballad of Ricky Bobby), regia di Adam McKay (2006)
- Sweeney Todd - Il diabolico barbiere di Fleet Street (Sweeney Todd: The Demon Barber of Fleet Street), regia di Tim Burton (2007)
- Brüno, regia di Larry Charles (2009)
- Hugo Cabret (Hugo), regia di Martin Scorsese (2011)
- Il dittatore (The Dictator), regia di Larry Charles (2012)
- Les Misérables, regia di Tom Hooper (2012)
- Anchorman 2 - Fotti la notizia (Anchorman 2: The Legend Continues), regia di Adam McKay (2013) – cameo
- Grimsby - Attenti a quell'altro (The Brothers Grimsby), regia di Louis Leterrier (2016)
- Alice attraverso lo specchio (Alice Through the Looking Glass), regia di James Bobin (2016)
- Il processo ai Chicago 7 (The Trial of the Chicago 7), regia di Aaron Sorkin (2020)
- Borat - Seguito di film cinema (Borat Subsequent Moviefilm: Delivery of Prodigious Bribe to American Regime for Make Benefit Once Glorious Nation of Kazakhstan), regia di Jason Woliner (2020)

#### Televisione
- Jack and Jeremy's Police 4 – serie TV (1995)
- Comedy Nation – serie TV, 9 episodi (1998)
- The 11 O'Clock Show – serie TV, 8 episodi (1998-1999)
- Da Ali G Show – serie TV, 18 episodi (2000-2004)
- Curb Your Enthusiasm – serie TV, episodio 5x10 (2005)
- Who Is America? – serie TV, 7 episodi (2018)
- The Spy – serie TV, 6 episodi (2019)
- Borat American Lockdown e Screditare Borat - serie TV, 7 episodi (2021)
- Disclaimer - La vita perfetta (Disclaimer), regia di Alfonso Cuarón – miniserie TV, 7 puntate (2024)
- Ironheart – serie TV, episodio 1x06 (2025)

### Doppiatore
- Madagascar, regia di Eric Darnell e Tom McGrath (2005)
- Madagascar 2, regia di Eric Darnell e Tom McGrath (2008)
- I Simpson - serie TV, episodio 21x16 (2010)
- Madagascar 3 - Ricercati in Europa, regia di Eric Darnell, Tom McGrath e Conrad Vernon (2012)
- Luca, regia di Enrico Casarosa (2021)

### Sceneggiatore
- Ali G, regia di Mark Mylod (2002)
- Borat - Studio culturale sull'America a beneficio della gloriosa nazione del Kazakistan (Borat: Cultural Learnings of America for Make Benefit Glorious Nation of Kazakhstan), regia di Larry Charles (2006)
- Brüno, regia di Larry Charles (2009)
- Il dittatore (The Dictator), regia di Larry Charles (2012)
- Grimsby - Attenti a quell'altro (The Brothers Grimsby), regia di Louis Leterrier (2016)
- Borat - Seguito di film cinema (Borat: Subsequent Moviefilm), regia di Jason Woliner (2020)

### Produttore
- Ali G, regia di Mark Mylod (2002)
- Borat - Studio culturale sull'America a beneficio della gloriosa nazione del Kazakistan (Borat: Cultural Learnings of America for Make Benefit Glorious Nation of Kazakhstan), regia di Larry Charles (2006)
- Brüno, regia di Larry Charles (2009)
- A cena con un cretino (Dinner for Schmucks), regia di Jay Roach (2010)
- Il dittatore (The Dictator), regia di Larry Charles (2012)
- Grimsby - Attenti a quell'altro (The Brothers Grimsby), regia di Louis Leterrier (2016)
- Who Is America? – serie TV (2018)
- Borat - Seguito di film cinema (Borat: Subsequent Moviefilm), regia di Jason Woliner (2020)

## Riconoscimenti
- Premio Oscar
  - 2007 – Candidatura alla miglior sceneggiatura non originale per Borat - Studio culturale sull'America a beneficio della gloriosa nazione del Kazakistan
  - 2021 – Candidatura alla miglior sceneggiatura non originale per Borat - Seguito di film cinema
  - 2021 – Candidatura al miglior attore non protagonista per Il processo ai Chicago 7[3]
- Golden Globe
  - 2007 – Miglior attore in un film commedia o musicale per Borat – Studio culturale sull'America a beneficio della gloriosa nazione del Kazakistan
  - 2019 – Candidatura al miglior attore in una serie commedia o musicale per Who Is America?
  - 2020 – Candidatura al migliore attore in una miniserie o film televisivo per The Spy
  - 2021 – Miglior attore in un film commedia o musicale per Borat - Seguito di film cinema
  - 2021 – Candidatura al miglior attore non protagonista per Il processo ai Chicago 7

## Doppiatori italiani
Nelle versioni in italiano delle opere in cui ha recitato, Sacha Baron Cohen è stato doppiato da:
- Pino Insegno in Ali G, Borat - Studio culturale sull'America a beneficio della gloriosa nazione del Kazakistan, Brüno, Hugo Cabret, Il dittatore, Les Misérables, Grimsby - Attenti a quell'altro, Alice attraverso lo specchio, Who is America?, The Spy, Il processo ai Chicago 7, Borat - Seguito di film cinema
- Oreste Baldini in Sweeney Todd - Il diabolico barbiere di Fleet Street, Anchorman 2 - Fotti la notizia, Disclaimer - La vita perfetta, Ironheart
- Roberto Chevalier in Ricky Bobby - La storia di un uomo che sapeva contare fino a uno

Da doppiatore è sostituito da:
- Oreste Baldini in Madagascar, Madagascar 2, Madagascar 3 - Ricercati in Europa
- Gianluca Machelli ne I Simpson
- Paolo Marchese in Luca